# Verbandsgemeinde Nassau

Lage der Verbandsgemeinde im Rhein-Lahn-Kreis

Die Verbandsgemeinde Nassau war eine Gebietskörperschaft im Rhein-Lahn-Kreis in Rheinland-Pfalz. Der Verbandsgemeinde gehörten die Stadt Nassau sowie 18 weitere Ortsgemeinden an, der Verwaltungssitz war in der Stadt Nassau. Die Verbandsgemeinde wurde 1972 im Zuge der rheinland-pfälzischen Kommunalreform gebildet und fusionierte 2019 mit der Verbandsgemeinde Bad Ems zur neuen Verbandsgemeinde Bad Ems-Nassau.

## Verbandsangehörige Gemeinden
| Ortsgemeinde, Stadt     | Fläche (km²) | Einwohner |
| ----------------------- | ------------ | --------- |
| Attenhausen             | 5,85         | 410       |
| Dessighofen             | 3,57         | 179       |
| Dienethal               | 1,39         | 228       |
| Dornholzhausen          | 3,93         | 198       |
| Geisig                  | 3,91         | 348       |
| Hömberg                 | 4,86         | 343       |
| Lollschied              | 4,08         | 187       |
| Misselberg              | 0,74         | 94        |
| Nassau, Stadt           | 17,51        | 4.521     |
| Obernhof                | 3,85         | 375       |
| Oberwies                | 2,02         | 137       |
| Pohl                    | 4,24         | 338       |
| Schweighausen           | 3,66         | 216       |
| Seelbach                | 7,24         | 397       |
| Singhofen               | 15,66        | 1.764     |
| Sulzbach                | 2,22         | 197       |
| Weinähr                 | 3,41         | 434       |
| Winden                  | 6,99         | 711       |
| Zimmerschied            | 2,19         | 90        |
| Verbandsgemeinde Nassau | 97,33        | 11.167    |

(Einwohner am 31. Dezember 2017)

## Geschichte
Die Verbandsgemeinde Nassau entstand im Jahr 1972 im Zuge einer Verwaltungsreform im Land Rheinland-Pfalz.
Zum 1. Januar 2019 fusionierte sie mit der Verbandsgemeinde Bad Ems zur neuen Verbandsgemeinde Bad Ems-Nassau.

## Bevölkerungsentwicklung
Die Entwicklung der Einwohnerzahl bezogen auf das Gebiet der Verbandsgemeinde Nassau zum Zeitpunkt der Auflösung; die Werte von 1871 bis 1987 beruhen auf Volkszählungen:
| Jahr | Einwohner |
| 1815 | 5.735     |
| 1835 | 7.251     |
| 1871 | 8.042     |
| 1905 | 8.824     |
| 1939 | 9.558     |
| 1950 | 10.166    |

| Jahr | Einwohner |
| 1961 | 10.731    |
| 1970 | 11.370    |
| 1987 | 10.784    |
| 1997 | 12.147    |
| 2005 | 12.056    |
| 2017 | 11.167    |

## Verbandsgemeinderat

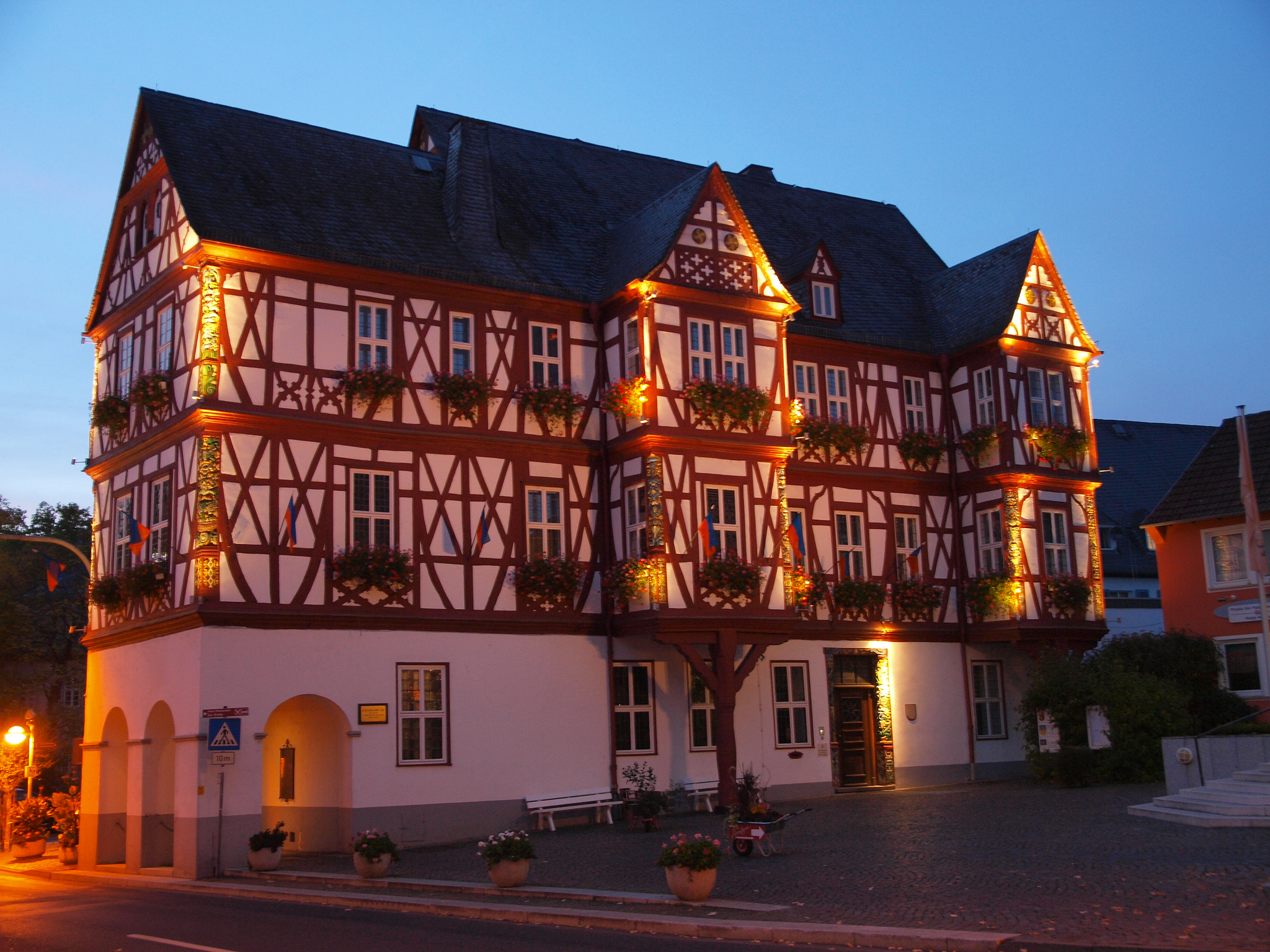
Rathaus von Nassau, Sitz der Verbandsgemeindeverwaltung

Der Verbandsgemeinderat Nassau bestand aus 28 ehrenamtlichen Ratsmitgliedern, die bei der Kommunalwahl am 25. Mai 2014 in einer personalisierten Verhältniswahl gewählt wurden, und dem hauptamtlichen Bürgermeister als Vorsitzendem. Letzter Bürgermeister war Udo Rau (CDU).
Die Sitzverteilung im Verbandsgemeinderat:
| Wahl | SPD | CDU | GRÜNE | FWG | Gesamt   |
| ---- | --- | --- | ----- | --- | -------- |
| 2014 | 8   | 9   | 1     | 10  | 28 Sitze |
| 2009 | 8   | 9   | 1     | 10  | 28 Sitze |
| 2004 | 9   | 12  | 0     | 7   | 28 Sitze |

- FWG = FWG Forum Nassauer Land e. V.

## Wappen
Blasonierung: „Geteilt von Blau und Gold, oben ein wachsender rotbewehrter und -bezungter goldener Löwe, bestreut mit goldenen Schindeln, unten 19 blaue Rauten, 7:7:5 gestellt.“